# Tamás Buday (1976)
Tamás Buday (Budapest, Hungría, 23 de abril de 1976) es un deportista canadiense que compitió en piragüismo en la modalidad de aguas tranquilas, hijo del piragüista húngaro de mismo nombre Tamás Buday y hermano del también piragüista Attila Buday.
Ganó tres medallas de plata en el Campeonato Mundial de Piragüismo entre los años 2002 y 2006. En los Juegos Panamericanos consiguió dos medallas de plata, en los años 1995 y 1999.

## Palmarés internacional
| Campeonato Mundial   | Campeonato Mundial           | Campeonato Mundial | Campeonato Mundial |
| Año                  | Lugar                        | Medalla            | Competición        |
| -------------------- | ---------------------------- | ------------------ | ------------------ |
| 2002                 | Sevilla (España)             | Medalla de plata   | C4 1000 m          |
| 2003                 | Gainesville (Estados Unidos) | Medalla de plata   | C4 1000 m          |
| 2006                 | Szeged (Hungría)             | Medalla de plata   | C2 1000 m          |
| Juegos Panamericanos |                              |                    |                    |
| Año                  | Lugar                        | Medalla            | Competición        |
| 1995                 | Mar del Plata (Argentina)    | Medalla de plata   | C2 1000 m          |
| 1999                 | Winnipeg (Canadá)            | Medalla de plata   | C2 1000 m          |